# Yoxall
Yoxall is een civil parish in het Engelse graafschap Staffordshire.